# Seleuco di Alessandria
Seleuco di Alessandria, detto Omerico (in greco antico: Σέλευκος Ὁμηρικός?, Séleukos Homērikós; Alessandria d'Egitto, ... – Roma, ...; fl. I secolo), è stato un grammatico greco antico di epoca romana.

## Biografia

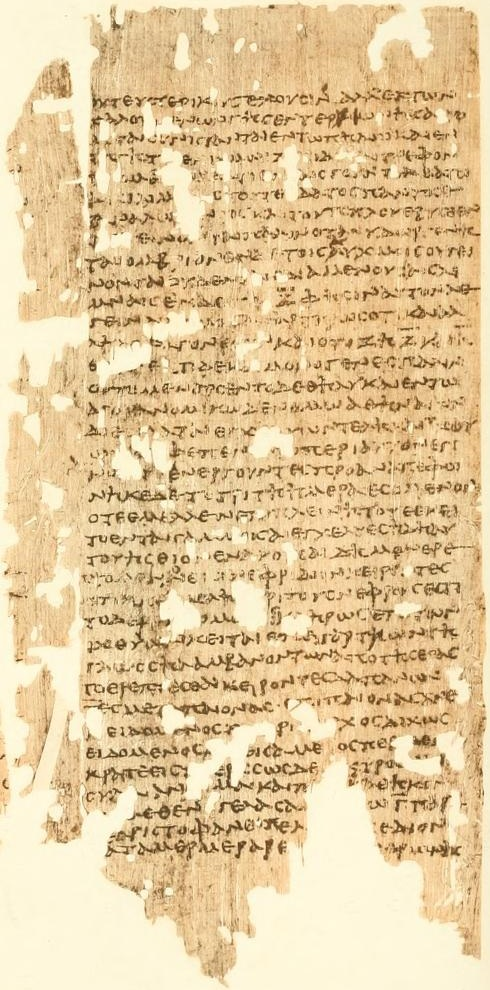
Papyrus Oxyrhynchus 221, con scolii dal XXI libro dellIliade

Seguace della scuola aristarchea, visse a Roma sotto Tiberio e fu un apprezzato sofista. Fu soprannominato,sempre secondo Suda, che ce ne trasmette gli unici riferimenti biobibliografici, "Omerico" (Ὁμηρικός), probabilmente per la sua attività esegetica sui poemi omerici, nella scia del maestro.  

## Opere
Dei suoi scritti si conservano solo pochi frammenti.
Si occupò di aspetti antiquari legati ad Omero, in opere come Sulle vite e Sulla filosofia, ma soprattutto scrisse commenti omerici e opere grammaticali, i cui titoli ci sono tramandati sempre da  Suda: Sui proverbi alessandrini, Sugli dèi; Sul parlare greco; Glosse.
Compose, inoltre, un'opera, di almeno tre libri, sui segni critici usati da Aristarco nella sua ricostruzione del testo dei poemi omerici, di cui Suda non fa menzione, ma di cui restano frammenti consistenti negli scolii ad Omero tramandati dai papiri.
Altre opere, di cui abbiamo menzione, sono un Commentario a Esiodo, un Commentario sui lirici e un Commento sugli axones di Solone.